# توماس مانفريديني
توماس مانفريديني (بالإيطالية: Thomas Manfredini)‏ (مواليد 27 مايو 1980 في فيرارا - إيطاليا) لاعب كرة قدم إيطالي يلعب حاليا لصالح نادي الدرجة الأولى أتالانتا الإيطالي منذ 2005 في مركز قلب الدفاع كما يجيد اللعب في مركز الظهير الأيسر .

## روابط خارجية
- توماس مانفريديني على موقع الاتحاد الأوربي (الإنجليزية)
- توماس مانفريديني على موقع قاعدة بيانات كرة القدم.إي يو (الإنجليزية)
- توماس مانفريديني على موقع بيانات كرة القدم. دي إي (الألمانية)
- توماس مانفريديني على موقع ليكيب (الفرنسية)
- توماس مانفريديني على موقع Soccerway.com (الإنجليزية)
- توماس مانفريديني على موقع عالم كرة القدم.نت (الإنجليزية)
- توماس مانفريديني على موقع كووورة
- توماس مانفريديني على موقع AS.com (الإسبانية)